# Augustin Bauer
Augustin Bauer (Agricola) (* 1735 in Steingaden; † 3. März 1784 ebenda) war Abt des Prämonstratenserklosters Steingaden von 1777 bis 1784.

## Leben
Augustin Bauer besuchte die Klosterschule Steingaden, studierte die Humaniora in Landsberg und Philosophie in Augsburg. 1756 wurde er Prämonstratenser in Steingaden; 1758 wurde er zum Priester geweiht. 1758 bis 1762 folgte ein Studium der Theologie und des Kirchenrechts in Ingolstadt; 1762 bis 1764 amtierte er als Beichtvater an der Wies; weitere Seelsorgsstationen waren 1766 bis 1769 Pfarrer in Prem und 1772 bis 1774 Pfarrer in Holzhausen. 1777 wurde er Abt in Steingaden.